# Pink (rund)
Een pink is een eenjarig rund. Andere benamingen voor pink zijn enter, jaarling of hokkeling. Een eenjarig rund noemt men geen kalf meer, maar het is ook nog niet volwassen.

## Taalgebruik
De uitdrukking er als de pinken bij zijn betekent er snel bij zijn (Pinken zijn nieuwsgierige dieren). Echter, het gezegde goed bij de pinken zijn verwijst misschien niet naar het rundvee. Hiervoor bestaan allerlei regionaal verschillende betekenissen, zoals handig, alert of slim zijn, en de betekenis 'zuinig zijn' doet vermoeden dat de uitdrukking teruggaat op het Bargoense 'pink', een geldzak.